# Freiberg am Neckar
Freiberg am Neckar là một thị xã ở huyện Ludwigsburg, Baden-Württemberg, Đức. Đô thị này có diện tích 13,14 km², dân số thời điểm ngày 31 tháng 12 năm 2006 là 15.661 người. Đô thị này nằm bên tả ngạn sông Neckar, 18 km về phía bắc của Stuttgart, và 4 km về phía bắc của Ludwigsburg.